# Wilhelm Link
Wilhelm Link (* 13. Oktober 1877 in Karlsruhe; † 14. Mai 1959 in Pforzheim) war ein deutscher Maler, Grafiker und Bildhauer.

## Leben und Werk
Wilhelm Link studierte von 1897 bis 1903 an Kunstgewerbeschule Karlsruhe und an der Kunstakademie Karlsruhe bei Victor Weishaupt und Wilhelm Trübner.
Von 1913 bis 1938 wirkte er als Lehrer für Zeichnen und Modellieren an der Goldschmiedeschule Pforzheim. Seine Vorliebe für die Pferdemalerei brachte ihm den Spitznamen des Pferdles-Link ein.
1926 nahm Wilhelm Link mit dem Gemälde „Zehn Majoliken“ an der Ausstellung der Stuttgarter Sezession teil. 1957 und 1982 hatte er Einzelausstellungen in Pforzheim.